# Charlotte Perkins Gilman
Charlotte Perkins Gilman (3. července 1860 – 17. srpna 1935) byla americká feministka, socioložka, autorka románů, povídek, poezie a literatury faktu. Stala se vzorem pro budoucí generace feministek díky jejímu životnímu stylu. Jejím nejznámějším dílem je poloautobiografická povídka Žlutá tapeta, kterou napsala po těžkém záchvatu poporodní psychózy.

## Mládí
Gilman se narodila 3. července 1860 v Hartfordu ve státě Connecticut, jako dcera Mary Perkins (dříve Mary Fitch Westcott) a Frederica Beecher Perkinse. Měla jen jednoho bratra, Thomase Adie, který byl o čtrnáct měsíců starší. Během Charlottina dětství, se její otec odstěhoval a opustil svou ženu a děti a ponechal je v chudobě. Vzhledem k tomu, jejich matka nebyla schopna uživit rodinu sama, trávili hodně času u otcových tet Isabelly Beecher Hooker (sufražetka), Harriet Beecher Stowe (autorka Chaloupky strýčka Toma) a Catharine Beecher.
Její školní docházka byla nevyrovnaná: prošla sedmi různými školami během čtyř let a skončila ve svých patnácti letech. Její matka nebyla laskavá ke svým dětem. Aby jim ublížila tak, jak bylo ublíženo jí, zakazovala dětem navazovat přátelství nebo číst beletrii. Ve své autobiografii, The Living Charlotte Perkins Gilman , Gilman napsala, že její matka ukázala náklonnost, jen když si myslela, že její dcera spala. Díky tomu, že její dětství trávila v izolaci a osamělá, se nevědomky připravovala na další život, který trávila sama návštěvami veřejné kinihovny a studiem dávné civilizace. Také ji ovlivnila otcova láska k literatuře, když jí kontaktoval se seznamem knih, o kterých si myslel, že by si je ráda přečetla.
Velkou část mládí strávila v Providence, Rhode Island. Přátelila se především s muži a díky svému způsobu života sama sebe začala nazývat divoškou.
Její přirozená inteligence a šíře znalostí dělalo vždy dojem na učitele. Její oblíbený předmět byl "přírodní filozofie", zvláště ta část, která se stala známou jako fyzika. V roce 1878 se jako osmnáctiletá zapsala na hodiny na Rhode Island School of Design s peněžní podporou svého otce a následně se živila jako jako umělkyně. Byla lektory povzbuzovaná, aby rozšířila svou uměleckou tvořivost.

## Dospělost
V roce 1884 se provdala za umělce Karla Waltera Stetson. Měli spolu jediné dítě, Katharine Beecher Stetson, ta se narodila v následujícím roce. Charlotte měla velmi vážný záchvat poporodní deprese. To byla doba, kdy ženy byly vnímány jako "hysterické" a "nervózní" bytosti. Tedy, když žena tvrdila, že je po porodu vážně nemocná, nebralo se to vážně.
Od roku 1888 žila Charlotte se svým mužem odděleně, což byl na konci devatenáctého století velmi vzácné. Legálně se rozvedla roku 1894. Přestěhovala se společně se svou dcerou do Pasadeny v Kalifornii, kde se stala aktivní v různých feministických a reformistických organizacích jako například The Pacific Coast Woman's Press Association, the Woman's Alliance, the Economic Club, the Ebell Society, the Parents Association, and the State Council of WomenThe Pacific Coast.

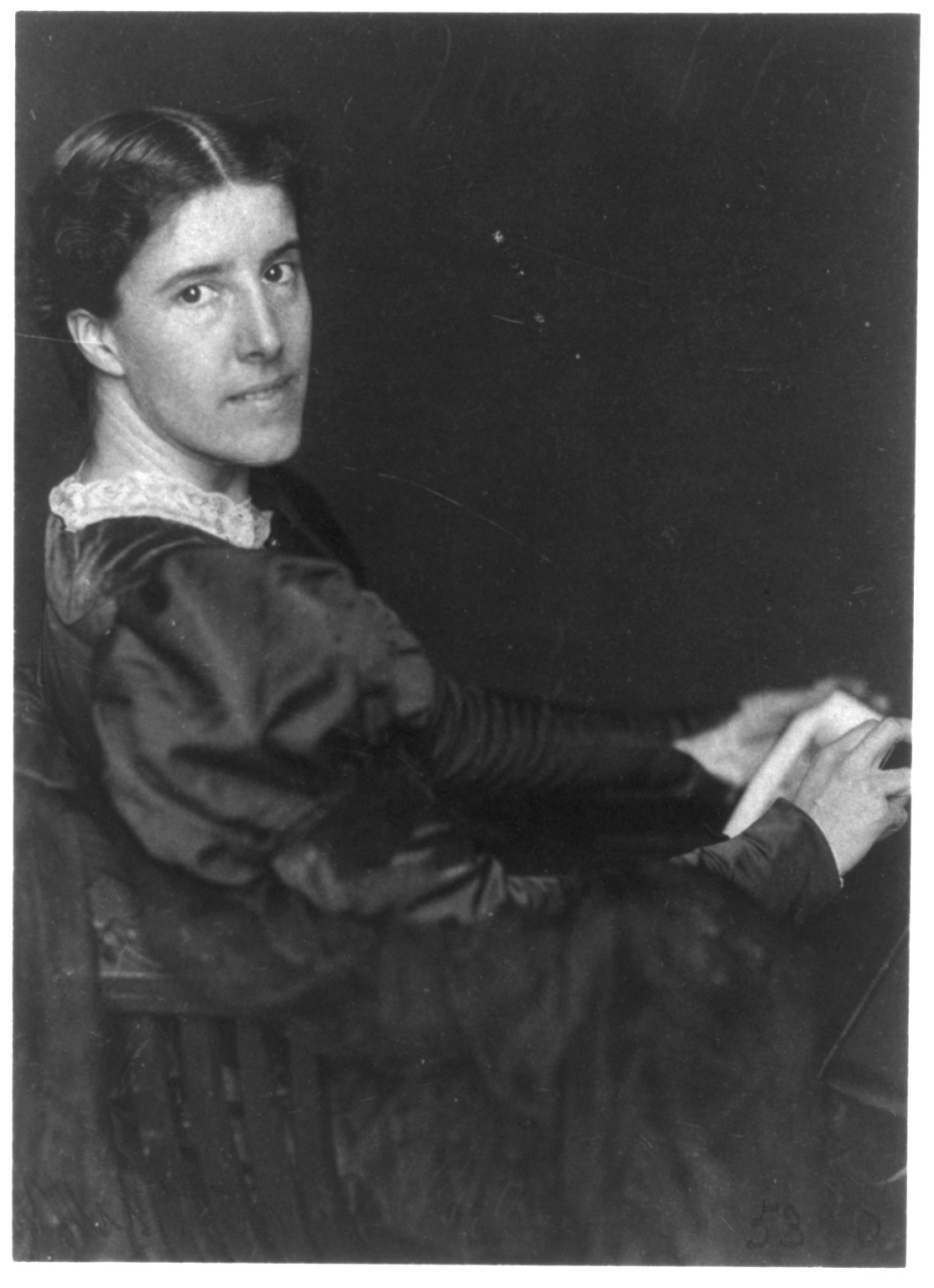
Charlotte Perkins Gilman
Photograph bz Frances Benjamin Jonston (cca 1900)

V roce 1894 poslala Gilman dceru na východ žít s jejím bývalým manželem a jeho druhou manželkou, Grace Ellery Channing, která byla Charlottinou blízkou přítelkyní. Gilman ve své monografii napsala, že byla za tento pár šťastná, protože Katharinina "druhá matka byla úplně stejně dobrá jako první, [a možná] v některých ohleden lepší." Gilman zastávala progresivní názory otcovských práv a uznala, že její bývalý manžel měl nárok na některé Katherininu společnost, a že Katherine má právo znát a milovat svého otce.
Poté, co její matka zemřela v roce 1893 se Gilman rozhodla odstěhovat zpět na východ. Kontaktovala Houghtona Gilmana, jejíhé bratrance, kterého neviděla zhruba patnáct let. Ten byl právníkem na Wall Street. Začali spolu trávit hodně času a měli spolu romantický vztah. Od jejich svatby v roce 1900 až do roku 1922, žili v New Yorku. Jejich manželství nebylo stejné jako s Charlesem. V roce 1922, se přestěhovali z New Yorku do Houghtonovi staré usedlosti v Norwich v Connecticutu. Poté roku 1934 Houghton náhle zemřel na mozkové krvácení. Charlotte se přesunuda zpět do Pasadeny, kde žila její dcera.
V lednu 1932 byla Gilman diagnostikována nevyléčitelná rakovina prsu. Jakožto zastánce eutanazie u nevyléčitelně nemocných, spáchala Gilman 17. srpna 1935 sebevraždu. Předávkovala se chloroformem. V dopise na rozlouženou napsala, že raději zvolila chloroform před rakovinou, aby mohla zemřít rychle a tiše.

## Kariéra
Po přestěhování do Pasadeny se Gilman začala aktivně podílet na společenských reformích hnutích. Jako delegátka, zastupovala Kalifornii v roce 1896 jak na úmluvě o volebním právu ve Washingtonu DC a Mezinárodním a socialistickém kongresu v Anglii. V roce 1890 byla představena nacionalistickému klubu, který si plnil za cíl "konec kapitalistické chamtivosti a rozdílům mezi třídami za podpory míru, etiky a skutečného pokroku lidské rasy." V nacionalistickém časopise byla zveřejněna její báseň Podobné případy, která se stala satirickou revizí lidí, kteří se bránili sociálním změnám a dostalo se jí jen pozitivní kritiky. V průběhu tohoto roku byla natolik inspirovaná, že napsala patnáct esejí, básní, novel a povídku The Yellow Wall-paper. Její kariéra odstartovala, když začala publikovat v Nationalism a do povědomí veřejnosti se dostala svazekm poezie In This Our World, která vyšla roku 1893.

### Žlutá tapeta (Yellow Wall-paper)
Přestože se nejedná o první nebo nejdelší z Gilmanových prací, nejslavnějším dílem se bezesporu stala povídka The Yellow Wall-paper, která byla bestsellerem feministické literatury. Tvořila jí během dvou červencových dnů roku 1890 ve svém domě v Pasadeně a vydána byla o rok a půl později v The New England Magazine. Od prvního vydání se objevila v mnoha sbírkách ženské literatury, americké literatury či učebnicích, bohužel ale ne vždy v původní podobě.
Celý příběh vypráví o ženě trpící duševní chorobou, která kvůli zdraví tráví většinu času uzavřená v jedné místnosti. Po čase začíná být posedlá žlutou tapetou v místnosti, ve které jakoby nejdříve viděla oči a později ve vzoru rozeznává celou postavu ženy. Gilman napsala tento příběh, aby přispěla ke změně myšlení lidí ohledně žen ve společnosti. Upozorňuje na to, že nedostatek ženské samostatnosti škodí jejich psychické, emocionální a dokonce i fyzické pohodě. Celý příběh byl inspirován jejím vztahem s prvním manželem. Vypravěčka povídky musí plnit to co jí manžel řekne, protože je zároveň jejím lékařem. Jeho léčba ovšem odporuje jejím skutečným potřeba, tedy duševní stimulaci a potřebě uniknout jednotvárnosti. Povídka Žlutá tapeta byla v podstatě reakcí na lékaře Silase Weir Mitchella, který se pokusil její poporodní deprese léčit "klidovou léčbou". Poté, co se uzdravila po svém, mu kopii příběhu poslala.

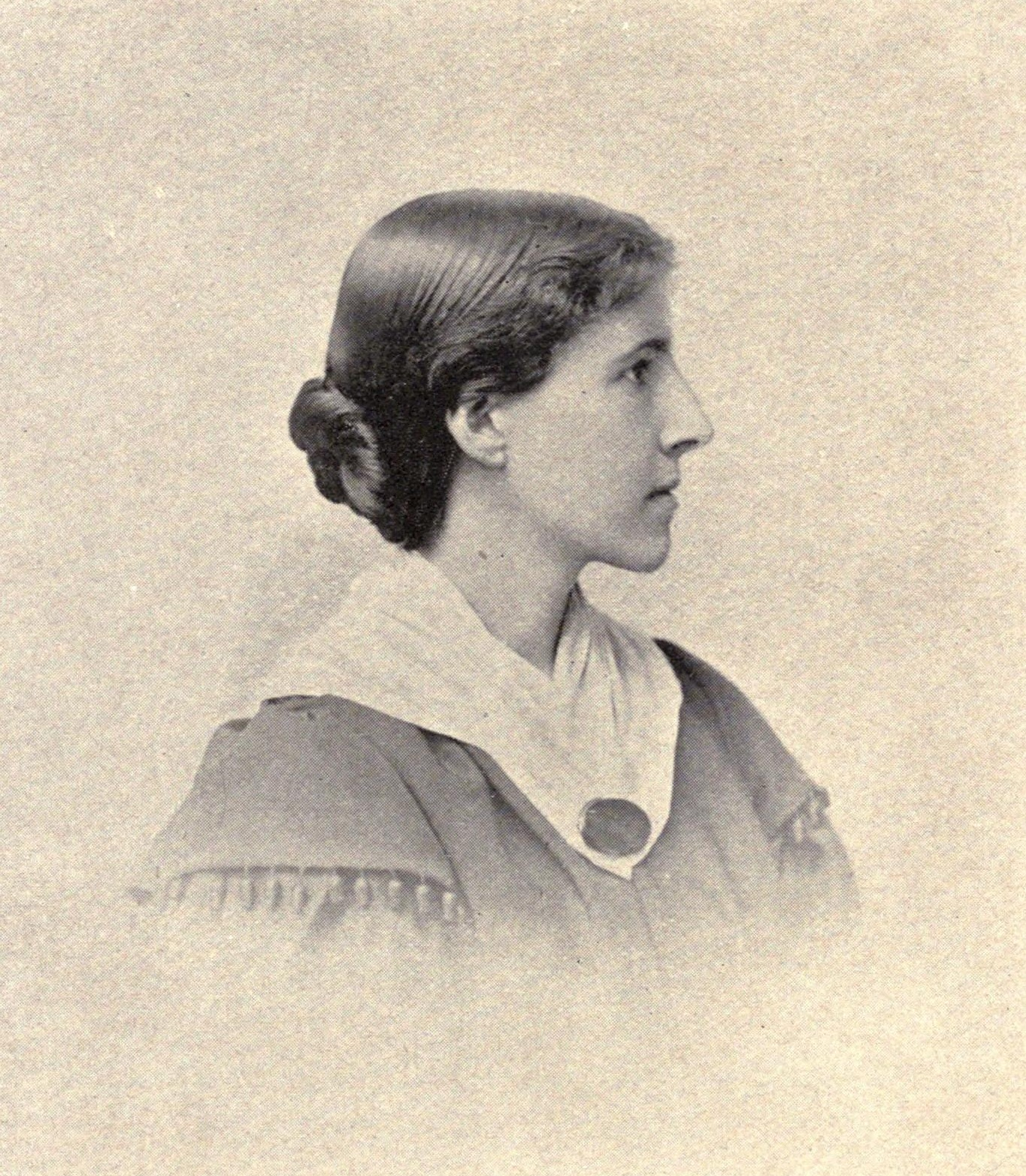

### Další tvorba
Charlottinou první knihou byla Art Gems fo the Home and Fireside (1888); nicméně uznání jí přinesla až její první poezie In This Our World (1893). Během dalších dvou desetiletích získala věhlas díky přednáškám o ženské problematice, etice, lidských právech a sociální reformě. Často na tyto témata odkazovala ve své fikci.
V letech 1894-1895 pracovala jako redaktorka časopisu The Impress, což byl literární týden, který vydávala Pacific Coast Women's Press Association (dříve Bulletin). Magazín vycházel dvacet týdnů, během kterých přispívala svými básněmi, úvodníky a další tvorbou. Týdeník se dočkal konce především v důsledku sociální zaujatosti proti jejímu životnímu stylu, který zahrnoval nekonvenční mateřství a rozvod. Po čtyřměsíčním přednáskovém turné, které skončilo v dubnu 1897, začala Gilman uvažovat více o sexuálních vztazích a ekonomii v americkém životě, nakonec dokončila první verzi Women and Economics (1898). Kniha byla vydána v následujícím roce, čímž Gilman upoutala pozornost mezinárodní veřejnosti. Roku 1903 se zúčastnila kongresu žen v Berlíně a příští rok cestovala po Anglii, Holandsku, Německu, Rakousku a Maďarsku.
V roce 1903 napsala jeden z jejích nejvíce kriticky uznávaných knih, The Home: Its Work and Influence, která rozšířila Women and Economics, popisuje problém utlačování žen ve své vlasti. Dále píše, že by prostředí, ve kterém žijí, by mělo být upraveno tak, aby působilo pozitivně na duševní zdraví. Od roku 1909 do roku 1916 Gilman sama psala a editovala svůj vlastní časopis The Forerunner. Jejím cílem bylo dostat do médií své myšlenky o postavení ženy ve společnosti. V průběhu dalších sedmi let a dvou měsíců časopis produkoval osmdesát šest otázek, z nichž každá byla osm stran dlouhá. Časopis získal téměř 1500 odběratelů a uváděl takové sériové práce jako What Diantha Did (1910), The Crux (1911), Moving the Mountain (1911) a Herland. Celá Charlottina tvorba byla sjednocena v její autobiografii The Living og Charlotte Perkins Gilman, kterou začala psát v roce 1925 a do tisku šla až posmrtně roku 1935.

### Básnické sbírky
- In This Our World (1893)
- Suffrage Songs and Verses (1911)
- The Later Poetry of Charlotte Perkins Gilman (1996)

### Beletrie
- The Yellow Wall-Paper and Other Stories (1890)
- What Diantha Did (1910)
- Moving the Mountain (1911)
- The Crux (1911)
- Benigna Machiavelli (1916)
- Herland (1915)
- With Her in Ourland (1916)
- Unpunished (1997)